# خبات (إلهة)
خِبات( بالحورية 𒀭𒄭𒁁 dḫe-pát ؛  بالأوغاريتية 𐎃𐎁𐎚، خبت) إلهة مرتبطة بمدينة حلب، أصل عبادتها في شمال سوريا الحديثة في الألفية الثالثة ق.م. غالبًا ما يُفترض أن اسمها إما نسبة مؤنثة تشير إلى ارتباطها بمدينة حلب، أو مشتق من الجذر خبب، "حُب بالعربية". أكثر ما يعرف عنها هو دور زوجة لمختلف آلهة الطقس. كانت مرتبطة بالفعل مع أدد في إبلا وحلب، ولاحقًا أمكن توثيق علاقتهما كزوجين في مدن مثل ألالاخ وإيمار . في الديانة الحورية، ارتبطت بدلاً من ذلك بتيشوب ، ما أدى في الألفية الأولى ق.م إلى تطوير تقليد كانت فيه زوجة نظيره اللوفي تارخونز . ويمكن أحيانًا التعرف عليها باعتبارها نظيرة إلهة الشمس في أرينا، على الرغم من أن أدوارهما كانت متمايزة. وفي أوغاريت، يمكن اعتبار الإلهة المحلية بيدراي مشابهة لها.
يرد في نصوص إبلا أقدم دليل على عبادة خِبات، رغم أنها لم تكن إلهة رئيسية في الديانة الإبلائية . و لاحقًا نجدها تُعبد في مملكة يمحاض ، وكذلك في إيمار . وقد أدخلت أيضًا في الديانة الحورية، مع أن معظم الأدلة ذات الصلة تأتي حصريًا من الكيانات الحورية الغربية مثل كيزواتنا ، حيث كان مركز عبادتها هو كوماني . وكانت أهميتها أصغر نسبيًا في أوغاريت و بين المجتمعات الحورية الشرقية، . وقد أدخلت كذلك في الديانة الحثية واللوفية من خلال واساطة الحوريين، ونتيجة لذلك استمرت عبادتها في الألفية الأولى ق.م في دول مثل تابال وسمأل . يفترض أحيانًا أن ما يرد من ليديا ومن المصادر الأورفية اللاحقة شكل متأخر للإلهة خِبات. ويوجد اقتراح ارتباط أقل مباشرة بينها وبين شخصية أخرى معروفة من المصادر الكلاسيكية، وهي الإلهة ما .

## الاسم والشخصية
كُتب الاسم الإلهي خِبات بالخط المسماري على النحو التالي دخِـ-پات dḫé-pát أو دخِـ-پا-ات dḫé-pá-at ،  بينما في الأبجدية الأوغاريتية دون خبت ḫbt .  كذلك ثبت وجود صيغة مختلفة من الاسم بدون حرف التاء في المصادر الأولية.  يحدث هذا بشكل شائع بشكل خاص في الأسماء الثيوفورية .  تشمل الأمثلة أسماء الأميرات الميتانيات كيلو-خيبا وتدو-خيبا ،  والملكة الحثية بودوخيبا  وعبدي خيبا ("خادم خيبات")، حاكم اورشليم المعروف من مراسلات تل العمارنة .  في النصوص المصرية ، يمكن نقلها إلى خيپا ḫipa .  في المنشورات القديمة، يُشار أحيانًا إلى هذا البديل بالحروف اللاتينية باسم Khipa. 
وفقًا لألفونسو آرشي، يمكن اعتبار الاسم د -خا-ا-با-دو (خالابَيتو/ ḫalabāytu/) المعروف من النصوص الإبلائية شكلًا مبكرًا من اسم خبات ويشير إلى أنه يجب تفسيره على أنه نسبة ، "إلى حلب".  يُحوّل الاسم الإيبلائي إلى اللغة الرومانية "خالاباتو".  هناك اقتراح بديل يتمثل في تفسيرها على أنها خيبّات Ḫibbat، "الحبيب"، من الجذر خبّ ḫbb ، "أن تحب".  يلاحظ لويس فيليو أنه ليس من المستحيل أن يكون كلا الخيارين صحيحين، وهو ما يعكس حالة تعدد الدلالة . 
بُذلت محاولات في الدراسات المبكرة لإظهار وجود صلة لغوية بين الاسم الإلهي خِبات والاسم التوراتي Ḥawwat ( حواء )،  ولكن دانيال إي. فليمنج، أكد إنهما مختلفان صوتيًا. 
يمكن استخدام الألقاب المختلفة لخبات لبيان عدها إلهة تشغل مكانة عالية في البانتيون، على سبيل المثال "الملكة" و"سيدة السماء" و" ملكة السماء ".  كما ورد في المعاهدات الحثية.   وقد تكون مرتبطة أيضًا بمؤسسة الملكية.  كان الاحتفال الحوري المخصص لها يتعلق بمفهوم allašši ، "السيادة"، على غرار احتفال تيشوب šarrašši ، "الملكية".  كان لخبات خصائص أمومية كذلك،  ويمكن استدعاؤها في الطقوس المرتبطة بالولادة .  في حين أن هذا الجانب من شخصيتها موثق بشكل مباشر فقط في نصوص من خاتوشا

## الارتباطات مع الآلهة الأخرى
أفضل سمة موثقة لخبات هي مكانتها كزوجة لآلهة الطقس المختلفة، وخاصة تلك المرتبطة بحلب .  من الممكن أن يعود هذا الارتباط إلى القرن السابع والعشرين ق.م.  فمن المفترض أنها وهدد حلب ( أدد ) نُظر إليهما بالفعل كزوجين في النصوص الإبلائية .  وخارج هذه المنطقة، كان هذا التقليد متبعًا أيضًا في ألالاخ .  تتوفر أيضًا أدلة من إيمار ،  حيث تظهر جنبًا إلى جنب مع إله الطقس المحلي في مهرجان يركز على كاهنة نين-دينجير NIN.DINGIR.  يزعم دانيال فليمنج أنه كان مرتبطًا أيضًا بعشترت في التقاليد المحلية، وليس حصريًا مع خبات،  على الرغم من أنه يقبل أن النصوص الشعائرية تعترف فقط بالزوج الأخير.  في أقصى الشرق في بلاد ما بين النهرين، كانت شالا عادةً زوجة إله الطقس .  ويقترح شويمر أنه ربما يمكن التعرف على خبات كزوجة لإله الطقس في مملكة ماري، بالرغم من أنه يعترف بعدم وجود دليل على أنها كانت تُعبد في المعبد المحلي المخصص له. 
في التقليد الحورية كان تيشوب هو زوج خِبات.  وورد أقدم دليل على هذا الاقتران في المصادر البابلية القديمة من ماري.  ومع ذلك، وفقًا للويس فيليو Lluís Feliu، ليس من المستبعد أن يُنظر إلى شالا بين المجتمعات الحورية الشرقية على أنها زوجة تيشوب بدلاً من ذلك، وهو ما قد يفسر ظهورها بين الآلهة الحوراية في المعاهدة بين شوبيليوليوما الأول وشاتيوازا .  في أوغاريت ، يرد أن خبات زوجة لتيشوب فقط ، الذي كان يُبجل هناك باعتباره إله حلب،  بينما كان من المرجح أن يُعتبر إله الطقس المحلي، بعل ، غير متزوج.  
في تابال في القرن الثامن ق.م، نجد ربط خبات بإله الطقس اللوفي تارخونز ،  مما يعكس تطور تقليد جديد يعتمد على اعتباره مشابهًا لتيشوب.  كما احتفظت خبات بدورها كزوجة لإله الطقس في كركميش في الألفية الأولى ق.م، وفي النقوش كركميش يظهر تارخونز إلى جانب "خيباتو". 

### قوائم قرابين خبات

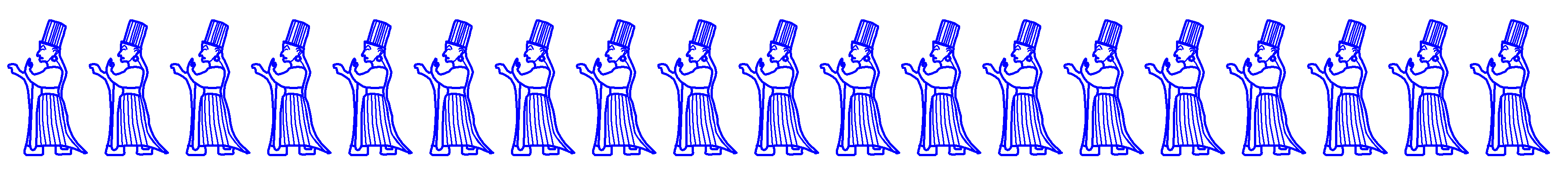
رسم توضيحي يظهر موكب الآلهة يتبع خبات في يازيليكايا Yazılıkaya.

ورد في المصادر الحورية ذكر العديد من الآلهة في قوائم القرابين (Kaluti) المخصصة لخبات: ابنها شاروما ، وابنتيها ألانزو وكونزيشالي، وتاكيتو ، وهوتينا وهوتيلورا ، وألاني ، وإشارا ، وشالاش ، ودامكينا ، ( أومبو -) نيكال ، وأيو-إيكالتي ، وشاوشكا (بجانب خادميها نيناتا وكوليتا )، وناباربي ، وشوالا ، وأداما ، وكوبابا ، وهاشونتارخي، وأورشوي-إيشكالي ، وتيابينتي، بالإضافة إلى ذكر " أسلاف خبات "  وكذلك مختلف الأدوات الطقسية المرتبطة بها.  وفي النقوش البارزة من حرم يازيليكايا Yazılıkaya تتبع مجموعة مماثلة من الآلهة خبات وعائلتها، إذ يذكر تاكيتو، وهوتينا، وهوتيلورا، وألاني، وإشارا، وناباربي، وشلاش، ودامكينا، ونيكال، وآيا، وشاوشكا، وشوالا بالاسم في النقوش المصاحبة، بينما تُركت ست آلهة أخرى بدون اسم. 
ثبت وجود إلهتين في دور سوكالو (الخادم الإلهي) لخبات، وهما تاكيتو Takitu  و تيابنتي Tiyabenti.  وفي حين تظهر تاكيتو في الأساطير فقط ، فإنها وتيابينتي تترافقان في النصوص الشعائرية. 

### إلهة الشمس في أرينا وخبات

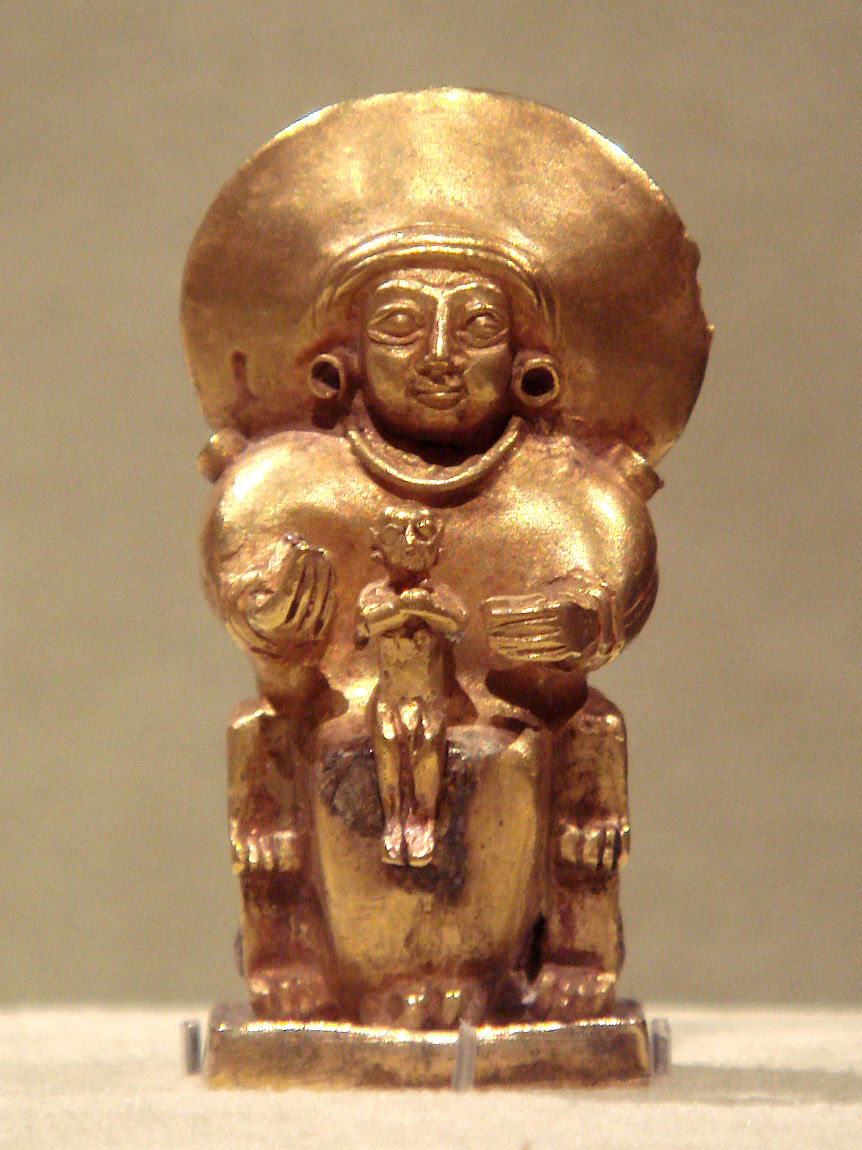
تصوير محتمل لإلهة الشمس في أرينا.

في محاولة للتوفيق بين البانتيون العائلي للملوك الحثيين ، والذي تأثر بالدين الحوري ، مع البانتيون الرسمي المكون من الآلهة الخاتية والحيثية، جرت محاولات للتوفيق بين خباتوإلهة الشمس ارينا .  المصدر الأكثر شهرة الذي يشهد على ذلك هو صلاة الملكة بودوكيبا ، زوجة خاتوشيلي الثالث :
 "يا إلهة الشمس في أرينا، سيدتي، ملكة كل الأراضي! في خاتي أطلقت على نفسك اسم إلهة الشمس في أرينا، ولكن في الأرض التي جعلتها من الأرز، أطلقت على نفسك هناك اسم خبات."

### روابط أخرى
يبدو أن خبات كانت تنتمي إلى دائرة الآلهة المرتبطة بدجن في حلب في أثناء وجود مملكة يمحاض، وربما يرجع ذلك إلى ارتباطها بابنه هدد.  يقترح لويس فيليو أنه ربما كان يُنظر إليها على أنها ابنة دجن  وزوجته شالش . 
تشير قائمة الآلهة في أوغاريت إلى أن بيدراي هي النظير المحلي لخبات.  إذ ربما استخدام الاسم خبات كبديل لبيدرايفي الأسماء الثيوفورية.  وفقًا لدانيال شويمر، من غير المرجح أن تعكس هذه المعادلة تقليدًا مفاده أن بيدراي كانت زوجة إله الطقس المحلي، بعل . 

## العبادة

### إبلا والمناطق المجاورة
تعود جذور عبادة خبات باسمها المبكر، خلابايتو إلى شمال سوريا الحديثة.  تشير نصوص إبلائية إلى أنها كانت تُعبد في إبلا وحلب في الألفية الثالثة ق.م .  إذ وثقت لأول مرة في عهد ملوك إبلا إركب دامو وإيشار دامو ووزراءهم إبريم وإبي-زيكير .  مع أنها لم تكن إلهة ذات أهمية كبرى في الديانة الإبلائية .  وتظهر دائمًا في ارتباطها بحلب في المصادر الإبلائية.  وكانت تتلقى تقدمات ذهبية وفضية مختلفة، بالإضافة إلى الماشية.  في قائمة القرابين TM.76. G.22 هي الإله السابع المذكور، بعد هدد حلب، ودجن توتول ، هدبال أروغادو، إله الشمس الإبلائي ، رشف أيدو (مستوطنة صغيرة موثقة بشكل قليل) وعشتار شتيل (مستوطنة صغيرة أخرى غير معروفة).  ويذكر نص آخر، كتب خلال السنة السادسة من حكم إبي-زكير وركز على القرابين لإله الطقس في حلب، أن ملك إبلا قدم لها مشبكًا. 
من المعروف أن هناك اسمًا ثيوفوريًا واحدًا يشير إلى خبات في إبلا يعود إلى الألفية الثانية ق.م.  كان أحد الحكام المحليين، وهو أحد الأعضاء المحتملين لسلالة حكمت المدينة في القرن العشرين ق.م، يُدعى إغريش-خيبا ( ig-ri-iš- ḪI-IB، أوـ ḫe-eba x ).  كما تم تصويرها على ختم ربما كان يخص ابن حاكم محلي آخر، إندي ليما . 

### يمحاضوماري
من المفترض أن عبادة خبات استمرت في حلب خلال العصر البابلي القديم .  في أحد النصوص من ماري من نفس الفترة، هناك رسالة إلى زيمري ليم ، تذكر خبات جنبًا إلى جنب مع دجن وشلاش في سرد مراسم حداد (pagrā'um )مقترن بتقديم حيوانات أضاحي للآلهة، والذي أقيم في هذه الحالة تكريمًا لملك يمحاض سومو-إبوه من قبل خليفته حمورابي في القصر الملكي في حلب.  وفي رسالة أخرى، ذكرت امرأة مجهولة أنها ستصلي من أجل زيمري-ليم لخبات ولإله الطقس، ربما المقصود تيشوب .  لم تظهر أسماء إلهية تشير إلى خبات في نصوص ماري، مع اعتبار الأمثلة المذكورة في الأدبيات القديمة الآن تفسيرات خاطئة أو مشكوك فيها.  ومع ذلك، هناك خمسة أمثلة موثقة في نصوص ألالاخ من فترة وجودها تحت سيطرة مملكة يمحاض: خبات-ألاني، خبات-دنغير (قراءة العنصر الثاني غير مؤكدة)، خبات-موهيرني، خبات-أوبارا، وأمو-خبات.  وهي أيضًا واحدة من الآلهة الثلاثة، الاثنان الآخران هما أداد وإلهة مدينة ألالاخ، المشار إليها هنا بالرمز د إشتر، والتي تم استدعاؤها في صيغة اللعنة في نص يوضح كيف أصبح شقيق أبا إيل الأول ياريم ليم حاكمًا لهذه المدينة بعد تدمير إيرايد . 

### إيمار
وثقت عبادة خبات في نصوص إيمار أيضًا .  فالمعبد المزدوج الذي اكتشف في أثناء الحفريات كان مخصصًا لها ولإله الطقس المحلي.  ومع ذلك، وكما أكد دانييل إي. فليمنج في المصادر النصية، فإنها تظهر في "بيئة ضيقة إلى حد ما" مقارنة بآلهة مثل نين. كور .  كانت مرتبطة بشكل شائع بأحجار السيكّانو sikkānu التي غالبًا ما يفسرها الباحثون على أنها تمثيلات أيقونية للآلهة،  على الرغم من أن هذا الرأي غير مقبول عالميًا.  إذ وثق استخدام مثل هذه الأشياء في نصوص من أوغاريت وماري وإيبلا كذلك، ويُفترض أنها كانت سمة مميزة للممارسة الدينية في سوريا القديمة من الألفية الثالثة ق.م إلى نهاية العصر البرونزي .  علاوة على ذلك، تم التعرف على قائمة جرد للأشياء المعدنية التي تنتمي إلى خبات بين النصوص المكتشفة في إيمار.  وقد وثقت الأسماء الإلهية التي تستحضرها في المصادر من هذه المدينة أيضًا.  ومن الأمثلة على ذلك اسمو-خبات Asmu-Ḫebat و يلي-خبات Ḫebat-ilī.